# Cymbopogon jwarancusa
Cymbopogon jwarancusa är en gräsart som först beskrevs av William Jones, och fick sitt nu gällande namn av Schult.. Cymbopogon jwarancusa ingår i släktet Cymbopogon, och familjen gräs. Utöver nominatformen finns också underarten C. j. olivieri.